# Smielatore

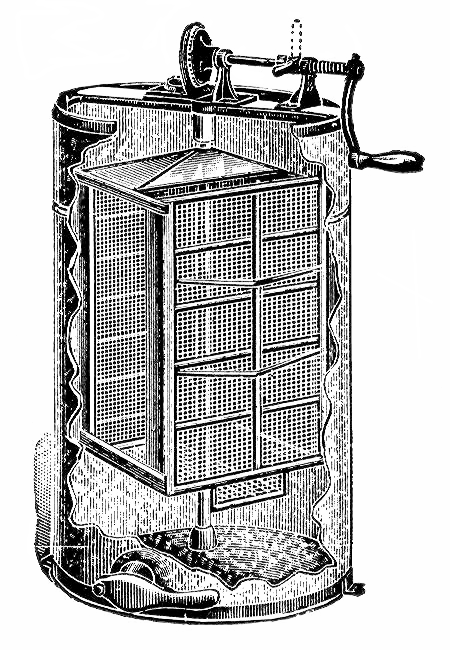
Spaccato di uno smielatore

Lo smielatore è una macchina utilizzata dallo apicoltore per estrarre il miele dai favi.

## Storia
Nell'apicoltura tradizionale il miele veniva estratto con la spremitura dei favi (torchiatura) che, pertanto, venivano distrutti.
Lo smielatore nasce con l'apicoltura moderna, di tipo razionale, per consentire l'estrazione del miele senza la distruzione dei favi. 
Nell'arnia di tipo razionale, infatti, i favi sono contenuti nei telaini, ovvero elementi strutturalmente adatti ad essere inseriti in uno smielatore.

## Funzionamento
Lo smielatore non è altro che un cilindro contenente un meccanismo per far ruotare un contenitore di telaini e funziona grazie alla forza centrifuga.
Può essere di tipo tangenziale e di tipo radiale.
Nel primo tipo i telaini sono disposti perpendicolarmente al raggio, pertanto, per completare la smielatura occorre far girare lo smielatore da un verso, girare tutti i telaini e far girare nuovamente lo smielatore.
Nel secondo tipo i telaini sono disposti a raggiera con la parte alta rivolta verso l'esterno, per sfruttare la naturale inclinazione delle celle. Presenta il vantaggio di poter completare la smielatura senza dover girare i telaini.
Gli smielatori moderni sono dotati di motore con velocità progressiva e sono integrati in sistemi meccanici che automatizzano tutte le fasi di lavorazione del miele.